# 얀 베드나레크
얀 카츠페르 베드나레크(폴란드어: Jan Kacper Bednarek, 1996년 4월 12일 ~ )는 폴란드의 축구 선수이다. 포지션은 중앙 수비수이고, 현재 포르투갈 프리메이라리가의 포르투 소속이다.
2018년 6월 28일에 열린 일본과의 2018년 FIFA 월드컵 조별 리그 3차전 경기에서 1-0 승리로 이끈 결승골을 기록했다.